# إبراهيم الروداني
إبراهيم الروداني (1907 أو 1912 دوار آيت علا - 5 يوليوز 1956 بالدار البيضاء) كان تاجرا مغربيا ومقاوما للإستعمار الفرنسي. كان عضوا مؤسسا للمنظمة السرية المغربية في أربعينيات القرن 20 و من مؤسسي الاتحاد المغربي للشغل في الخمسنيات. اغتيل الروداني من طرف أربع أعضاء من منظمة الهلال الأسود سنة 1956.

## حياته
تتضارب الروايات حول سنة ولادة إبراهيم الروداني مابين عامي 1907 و1912، وكان ذلك بدوار أيت علا الواقع على بعد خمسين كيلومترا جنوب -غرب مدينة تارودانت.انتقل إلى الدار البيضاء في عنفوان شبابه عام 1932، وامتهن عدة مهن، من كتبي إلى بناء وميكانيكي وبائع "الخردة"، حتى وصل إلى إحداث معمل لبيع ماء جافيل، ومتجر لبيع اللحوم، في الحي الأوروبي، قرب ساحة بوندونغ بشارع محمد الخامس حاليا، وكان دكانه يزدحم بزبناء من مختلف الشرائح، من المغاربة والأوروبيين. استطاع أن ينسج علاقات متميزة مع الجالية الأوروبية، من خلال معاملاته التجارية والمهنية، وكان يتمتع باحترام كبير حتى في الأوساط الفرنسية
التحق الروداني بالحركة السياسية في وقت مبكر، وكان منزله في الحي الذي كان يسمى درب اليهودي، ملتقى لاجتماعات سياسية تنظيمية متواصلة، مع أصدقائه من أمثال عبد الرحمن اليوسفي، وعبد الرحيم بوعبيد، والهاشمي المتوكل، وحميدو الوطني، وغيرهم بكثير، ومحجا لفئات عريضة من شرائح والمقاومين العمال والحرفيين والطلبة وصغار التجار.
كان عنصرا نشيطا في صفوف حزب الاستقلال، إذ أصبح في وقت وجيز أحد أعمدته، إلى جانب حميدو الوطني، وإبراهيم التروست، وبوشتى الجامعي، وكنون العبدي، وغيرهم ممن كانوا يؤثرون بشكل قوي في الأوساط الشعبية، بينما ربط علاقة وثيقة مع صديقه في العمل المسلح الشهيد محمد الزرقطوني، تركزت على التخطيط في إطار العمل السري، وكانا الاثنان من المخططين والمنفذين للعديد من العمليات التي استهدفت القوات المستعمرة، في الدار البيضاء على وجه الخصوص.
في خضم النشاط السياسي والتنظيمي الذي ميز السنوات الأولى للخمسينيات، وبعد إقدام القوات الاستعمارية على نفي محمد الخامس وعائلته في غشت عام 1953، ازدادت وتيرة الكفاح في مواجهة المؤامرات الاستعمارية، أسفرت عن اعتقال العديد من النشطين ضدها، وكان من ضمنهم إبراهيم الروداني، الذي زج به، على الفور في سجن داركوم في درب اليهودي، قبل أن يقتاد بعد ذلك إلى سيدي بنور، ليخضع لإقامة محروسة عدة أيام. كان أحد الوجوه التاريخية على مستوى العمل النقابي، إذ كان أحد مؤسسي الاتحاد المغربي للشغل، في مارس 1955، إلى جانب المحجوب بن الصديق، والطيب بن بوعزة، والحسين أحجبي، والتيباري، والمذكوري، وغيرهم. كان هو من دفع بن الصديق إلى الأمانة العامة للتنظيم وذهب الروداني الذي كان يسمى "الأب الصغير"، "ضحية مجهوداته الجبارة لتوحيد صفوف المقاومة"، كما قال عنه محمد بن سعيد أيت إيدر.
أما الجناة فقتل أحدهم في العملية ذاتها، وألقي القبض على الثاني، ليحكم عليه بعشرين عاما سجنا، بينما الثالث، الذي تمكن من الفرار بعد العملية الشنيعة، فقتله أصدقاء الشهيد، وتحديدا حسن الصغير، بسلاح الروداني نفسه، بعدما ألقي عليه القبض قرب الرباط، كما يقول نجله حسن، الذي لم يتجاوز عمره آنذاك 12 ربيعا.